# Доргали
Доргали (итал. Dorgali) је насеље у Италији у округу Нуоро, региону Сардинија.
Према процени из 2011. у насељу је живело 6498 становника. Насеље се налази на надморској висини од 380 м.

## Становништво
| 1936. | 1951. | 1961. | 1971. | 1981. | 1991. | 2001. | 2011. |
| ----- | ----- | ----- | ----- | ----- | ----- | ----- | ----- |
| 6.140 | 6.721 | 7.189 | 7.074 | 7.595 | 8.035 | 8.190 | 8.524 |